# 戦ふ隊商
『戦ふ隊商』（たたかうたいしょう、原題:Fighting Caravans）は、ゲイリー・クーパー主演のアメリカ合衆国映画。後年『激斗の河』のタイトルでも公開された西部劇である。

## あらすじ
南北戦争の頃。隊商のガイド、クリントは若くて優秀だが素行が悪く、親代わりのビルとジムは女性を添わせることで落ち着かせようとする。その女性・フェリスはサクラメントへ向かう隊商に参加。途中、一行は駅馬車がインディアンに襲われた現場に遭遇。1人の男によれば自分もかつてインディアンに襲われたが自分だけは助かったという。インディアンの襲撃を如何にかわすかに関して一行内ではその後も議論を繰り返す。フェリスは、自分は利用されたに過ぎないとしてクリントを拒否。しかしフェリスが事故を起こした時にクリントは間一髪で彼女を救出。それからは恋人としての付き合いを始める。隊商内は空気が緩み、荷物を売って遊興費に当てる者達が出て来る。一行は前進を選択。実は例の男はインディアンの仲間であり、隊を抜けてインディアンへ合図を送る。川を半分ほど渡ったところでインディアンとの戦闘が勃発。隊商側は、川を渡りきったグループが全滅。ビルとジムも死亡。クリントは燃料に火をつけ爆発を起こし、インディアンを駆逐。帰還を主張する人物もいたが、一行はそのままサクラメントを目指す。しかし、クリントはビルとジムの生前の意向によりガイドを廃業した。

## キャスト
- クリント・ベルメット - ゲイリー・クーパー
- フェリス - リリー・ダミタ
- ビル・ジャクソン - アーネスト・トレンス
- ジム・ブリッジャー - タリー・マーシャル
- リー・マードック - フレッド・コーラー
- セス - ユージン・ポーレット